# Oribotritia chichijimensis
Oribotritia chichijimensis är en kvalsterart som beskrevs av Aoki 1980. Oribotritia chichijimensis ingår i släktet Oribotritia och familjen Oribotritiidae. Inga underarter finns listade i Catalogue of Life.